# Shoei
Shoei Co., Ltd (株式会社 Shoei Kabushiki-gaisha Shoei?)  es una empresa japonesa que produce una línea de cascos para deportes de motor.

## Historia
Shoei es una empresa japonesa que fabrica cascos para motocicletas desde 1958. Sus raíces se remontan a 1954 con la fundación de Kamata Polyester Co., cuyos primeros cascos fueron fabricados principalmente para su uso en la industria de la construcción.
El fundador de Shoei, Eitaro Kamata (鎌田栄太郎), nació en una familia en Tokio que operaba un restaurante japonés tradicional, Edogin, y una posada cerca de la estación de Shimbashi. Sōichirō Honda y su colega, Kiyoshi Kawashima (el primer piloto de pruebas y luego Presidente de Honda Motor Co. Ltd), quienes se encontraban en Hamamatsu (Shizuoka), se convirtieron en huéspedes habituales de la posada Kamata Ryokan, ya que necesitaban venir a la capital con frecuencia. Eitaro entabló amistad con el Sr. Kawashima, quien a menudo llegaba a la posada en una motocicleta, y admiraba el estilo del Sr. Kawashima con un casco pintado. Se alejó del negocio familiar y comenzó a producir cascos, y en 1960, la fábrica de Tokio comenzó a fabricar los primeros cascos de motocicleta que cumplían con la Norma Industrial Japonesa (JIS).
Cuando se les preguntó sobre los orígenes del nombre, un representante de Shoei respondió: "Shoei no es una palabra real y no significa nada. En Japón, el paso del tiempo está marcado por dinastías que son la vida de un emperador. Cuando Shoei comenzó en 1959, estaban en la dinastía Showa, por lo que su primer carácter (昭 -sho) se combinó con el primer carácter del primer nombre del fundador, Eitaro (栄太郎), y resultó en el nombre de la marca (昭栄 -Shoei)."
En 1965, Honda Motor Co. Ltd adoptó los cascos de Shoei como sus cascos "genuinos" como parte de la línea de productos de Honda Parts and Accessories, lo que aumentó su popularidad y disponibilidad. La Corporación de Cascos de Seguridad Shoei fue establecida en Estados Unidos en 1968, poco después de la construcción de la fábrica en Ibaraki. La fábrica actual en Prefectura de Iwate fue construida en 1989.
En 1987, se estableció Shoei Europe Distribution s.a.r.l. en Francia, seguido por Shoei (Europa) Gmbh en Alemania en 1994, Shoei Italia s.r.l. en Italia en 2011 y Shoei Asia Co., Ltd. en Tailandia en 2019.
A pesar de su éxito, Shoei sigue siendo una empresa relativamente pequeña, con una plantilla de menos de 800 personas en todo el mundo.

## Cascos

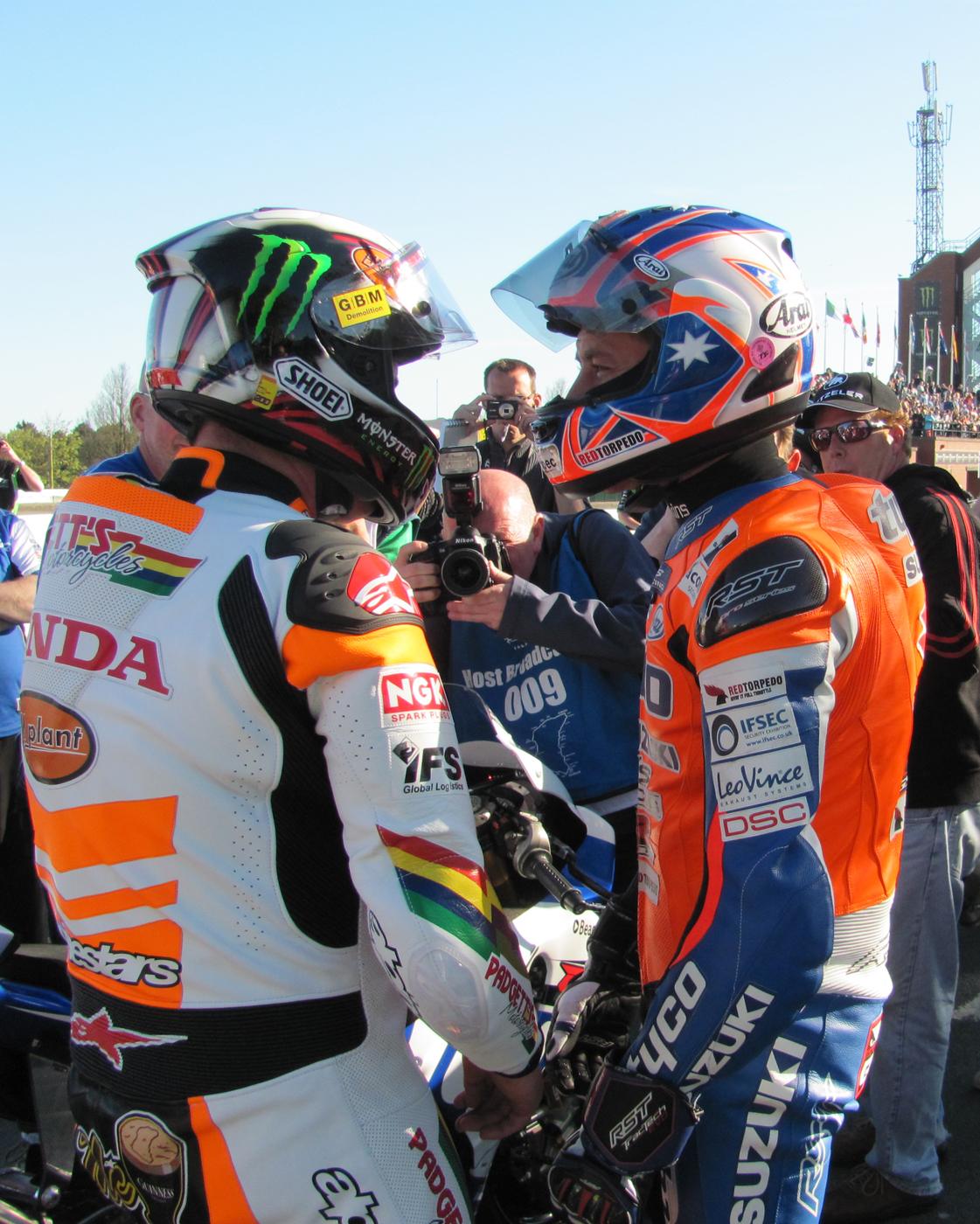
John McGuinness, ganador del TT de la Isla de Man 2013, con un casco Shoei a la izquierda

Shoei proporciona cascos para numerosos pilotos de MotoGP . En la categoría de MotoGP Marc Márquez con ocho Grandes Premios del Mundo, Álex Márquez (hermano menor de Marc Márquez), Andrea Dovizioso y Fabio Di Giannantonio . En Moto2, Thomas Lüthi, Jake Dixon y Hafizh Syahrin . En Moto3, Yuki Kunii y Deniz Öncü .

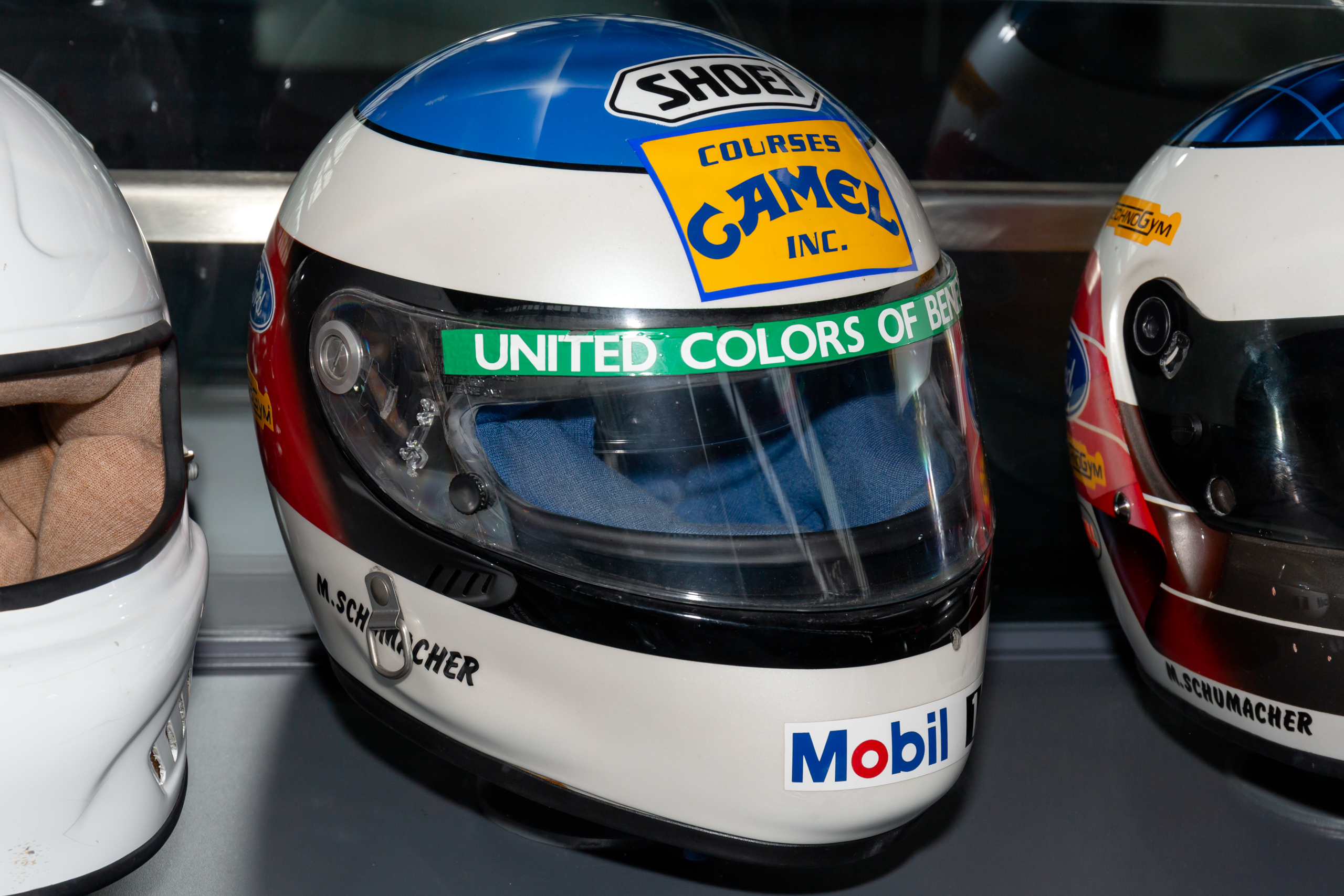
Casco Shoei del múltiple campeón mundial de Fórmula 1 Michael Schumacher para 1992

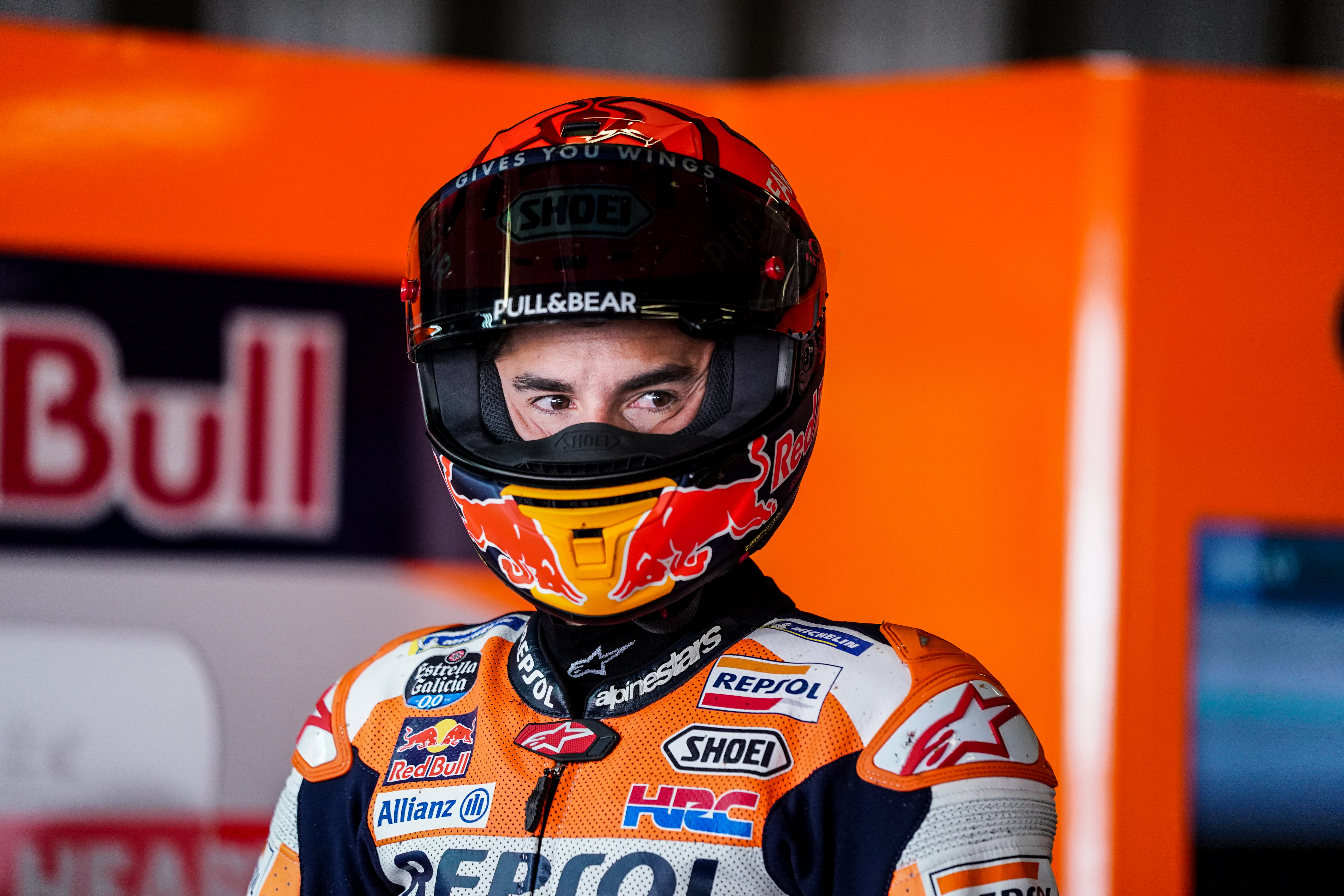
Marc Márquez con su casco Shoei en el GP de Portugal 2021

Desde la fundación de la empresa, todos los cascos Shoei han sido diseñados y fabricados en Japón, aunque se distribuyen y venden a nivel mundial.
Shoei fue uno de los primeros fabricantes de cascos en introducir cascos ligeros de fibra de carbono a mediados de la década de 1970.
El casco GRV de Shoei fue el primer casco en utilizar fibra de carbono y Kevlar . Shoei también creó el primer sistema de protección sin cubierta y el sistema de ventilación Dual Liner.[cita requerida]</link> El buque insignia X-Spirit se introdujo en 2003 y fue promocionado por Shoei como el casco más avanzado del mundo, ganando el premio Producto del año 2003 de MCN en la categoría de ropa.[cita requerida]</link> Le siguió un mayor desarrollo y la introducción del RF-1000 (vendido como XR-1000 en Europa) en 2004, y la posterior introducción del X-Eleven. Estos cascos allanaron el camino para los modelos actuales RF-1200 y X-14. En septiembre de 2010 se lanzó el QWEST, el sucesor del RAID II, un casco sport touring de primera línea.
El casco NXR2 es el primero de la compañía en cumplir con el estándar ECE 22-06 (nuevo en 2021). Esta norma, establecida por la Comisión Económica para Europa de las Naciones Unidas, es la primera actualización de sus normas de seguridad para cascos desde 2005.

## Efectos financieros del Gran Terremoto del Este de Japón
Shoei fue víctima del terremoto que asoló Japón en 2011 . Dos fábricas llamadas Iwate e Ibaraki sufrieron daños y tuvieron que ser (parcialmente) restauradas. Sus costos calculados en base devengado se estimaron en alrededor de 63 millones de yenes.